# Skleněný dům (film, 1981)
Skleněný dům je český film pro děti režiséra Víta Olmera z roku 1981.

## Obsah
Hlavní hrdinka Pavla Malíková přichází do dětského domova, kde nedokáže navázat vztahy s ostatními dětmi. Upne se alespoň na mladou vychovatelku Jarmilu. Její svatbu a odchod z domova vnímá jako zradu.

## Základní údaje
- Režie: Vít Olmer
- Námět: Irena Charvátová
- Scénář: Irena Charvátová
- Kamera: Juraj Fándli a Ota Kopřiva
- Hudba: Jiří Stivín
- Architekt: Aleš Voleman
- Kostýmní výtvarník: Jana Zbořilová
- Střih: Ivana Kačírková
- Zvuk: Antonín Kravka, Ivo Špalj
- Produkce: Jaromír Lukáš

## Hrají
| Michaela Kudláčková | Pavla           |
| Veronika Freimanová | Jarmila         |
| Anna Ferencová      | Morávková       |
| Viktor Nejedlý      | Václavík        |
| Gabriela Džurbanová | Veronika        |
| Petr Fiala          | Dlouhán Vašek   |
| Beatrice Gumiňská   | Olina           |
| Soňa Novotná        | Hanka           |
| Andrea Sedláčková   | Růžena          |
| Hana Hercíková      | Vlasta          |
| Michaela Kuklová    | Anežka          |
| Jiří Kodeš          | Milan           |
| Jan Kreidl          | Pepík           |
| Petr Nejezchleba    | ředitel Drábek  |
| Martin Vedral       | Zalabák         |
| Václav Knop         | Pavlin otec     |
| Pavel Dobruský      | Pavlík          |
| Eva Holubová        | Pavlíkova matka |